# Coalició Democràtica Unitària
La CDU – Coligação Democràtica Unitária (PCP-PEV) és una coalició d'esquerra, formada pel Partit Comunista Portuguès (PCP) i pel Partit Ecologista "Els Verds" (PEV), incloent normalment en les seves llistes membres de l'Associació d'Intervenció Democràtica (ID).
El seu símbol consisteix en dos quadrats: Quadrat esquerre - Falç i martell en color vermell; estrella de cinc puntes en color blanc delimitada en vermell; fons blanc. Quadrat dret - Girassol amb pétals grocs i corona de color castany; fons blanc.
La CDU es va formar en 1987, amb el nom de "Coligação Democràtica Unitária" i la sigla (CDU), hereva de l'Aliança Poble Unit (APU) que va ser extinta a causa de divergències entre els partits que la formaven.
Va concòrrer a diverses eleccions entre 1987 i 1989 amb les sigles (CDU), alterant-la llavors per a (PCP-PEV).
En 2009, va alterar la seva denominació per la de "CDU - Coligação Democràtica Unitária" mantenint no obstant això la sigla (PCP-PEV).

## Resultats electorals

### Assemblea de la República
| Any  | Líder             | Vots    | %         | Escons   | +/- | Govern          |
| ---- | ----------------- | ------- | --------- | -------- | --- | --------------- |
| 1987 | Álvaro Cunhal     | 689,137 | 12.1 (#3) | 31 / 250 | 7   | Oposició        |
| 1991 | Álvaro Cunhal     | 504,583 | 8.8 (#3)  | 17 / 230 | 14  | Oposició        |
| 1995 | Carlos Carvalhas  | 506,157 | 8.6 (#4)  | 15 / 230 | 2   | Oposició        |
| 1999 | Carlos Carvalhas  | 487,058 | 9.0 (#3)  | 17 / 230 | 2   | Oposició        |
| 2002 | Carlos Carvalhas  | 379,870 | 6.9 (#4)  | 12 / 230 | 5   | Oposició        |
| 2005 | Jerónimo de Sousa | 433,369 | 7.5 (#3)  | 14 / 230 | 2   | Oposició        |
| 2009 | Jerónimo de Sousa | 446,279 | 7.9 (#5)  | 15 / 230 | 1   | Oposició        |
| 2011 | Jerónimo de Sousa | 441,147 | 7.9 (#4)  | 16 / 230 | 1   | Oposició        |
| 2015 | Jerónimo de Sousa | 445,901 | 8.3 (#4)  | 17 / 230 | 1   | Oposició (2015) |
| 2015 | Jerónimo de Sousa | 445,901 | 8.3 (#4)  | 17 / 230 | 1   | Suport extern   |
| 2019 | Jerónimo de Sousa | 332,018 | 6.3 (#4)  | 12 / 230 | 5   | Oposició        |
| 2022 | Jerónimo de Sousa | 238,920 | 4.3 (#6)  | 6 / 230  | 6   | Oposició        |
| 2024 | Paulo Raimundo    | 205,551 | 3.2 (#6)  | 4 / 230  | 2   | Oposició        |
| 2025 | Paulo Raimundo    | 183,686 | 2.9 (#6)  | 3 / 230  | 1   | Oposició        |

### Parlament Europeu
| Any  | Líder             | Vots    | %         | Escons | +/- |
| ---- | ----------------- | ------- | --------- | ------ | --- |
| 1987 | Ângelo Veloso     | 648,700 | 11.5 (#4) | 3 / 24 | Nou |
| 1989 | Carlos Carvalhas  | 597,759 | 14.4 (#3) | 4 / 24 | 1   |
| 1994 | Luis Manuel de Sá | 340,725 | 11.2 (#4) | 3 / 25 | 1   |
| 1999 | Ilda Figueiredo   | 357,671 | 10.3 (#3) | 2 / 25 | 1   |
| 2004 | Ilda Figueiredo   | 309,401 | 9.1 (#3)  | 2 / 24 | =   |
| 2009 | Ilda Figueiredo   | 379,787 | 10.6 (#4) | 2 / 22 | =   |
| 2014 | João Ferreira     | 416,925 | 12.7 (#3) | 3 / 21 | 1   |
| 2019 | João Ferreira     | 228,157 | 6.9 (#4)  | 2 / 21 | 1   |
| 2024 | João Oliveira     | 162,734 | 4.12 (#6) | 1 / 21 | 1   |

### Eleccions regionals
| Regió   | Any  | Líder        | Vots  | %        | Escons | +/- | Govern            |
| ------- | ---- | ------------ | ----- | -------- | ------ | --- | ----------------- |
| Madeira | 2025 | Edgar Silva  | 2,543 | 1.8 (#7) | 0 / 47 | =   | Extraparlamentari |
| Azores  | 2024 | Marco Varela | 1,823 | 1.6 (#7) | 0 / 57 | =   | Extraparlamentari |

### Eleccions locals
| Any  | Líder             | Vots    | %         | Regidors    | +/- | Alcaldes | +/- |
| ---- | ----------------- | ------- | --------- | ----------- | --- | -------- | --- |
| 1989 | Álvaro Cunhal     | 633,682 | 12.8 (#3) | 253 / 1.997 |     | 50 / 305 |     |
| 1993 | Carlos Carvalhas  | 689,928 | 12.8 (#3) | 246 / 2.015 | 7   | 49 / 305 | 1   |
| 1997 | Carlos Carvalhas  | 643,956 | 12.0 (#3) | 236 / 2.021 | 10  | 41 / 305 | 8   |
| 2001 | Carlos Carvalhas  | 557,481 | 10.6 (#3) | 202 / 2.044 | 34  | 28 / 308 | 13  |
| 2005 | Jerónimo de Sousa | 590,598 | 11.0 (#3) | 203 / 2.046 | 1   | 32 / 308 | 4   |
| 2009 | Jerónimo de Sousa | 537,329 | 9.7 (#3)  | 174 / 2.078 | 29  | 28 / 308 | 4   |
| 2013 | Jerónimo de Sousa | 552,506 | 11.1 (#3) | 213 / 2.086 | 39  | 34 / 308 | 6   |
| 2017 | Jerónimo de Sousa | 489,189 | 9.5 (#3)  | 171 / 2.074 | 42  | 24 / 308 | 10  |
| 2021 | Jerónimo de Sousa | 410,666 | 8.2 (#3)  | 148 / 2.064 | 23  | 19 / 308 | 5   |

## Connexions Externes
- Web oficial de la CDU
- Web oficial del PCP
- Web oficial del PEV